# Sohag
Sohag là thành phố ở trung đông Ai Cập, thủ phủ của tỉnh Sohag. Đây là một thành phố cảng bên sông Nin, tại điểm cuối phía nam của kênh đào Tur'at as Sūhājīyah. Thành phố này là nơi buôn bán bông vải, chà là, ngũ cốc và mía đường. Ở đây có phế tích của một nhà thời Coptic xây thế kỷ 5. Về phía đông thành phố là Akhmīm, Panopolis hay Khemmis cổ đại, còn phía tây nam ở bên rìa sa mạc là phế tích của Athribis cổ đại.